# Rountzenheim
Rountzenheim korábbi község Franciaországban, Bas-Rhin megyében. Lakosainak száma 1042 fő (2018. január 1.). Rountzenheim Auenheim, Sessenheim, Stattmatten, Haguenau, Leutenheim, Rœschwoog és Soufflenheim községekkel határos.
2019. január 1-jén Auenheim korábbi községgel egyesült és az így létrejött Rountzenheim-Auenheim új község része lett..

## Népesség
A település népessége az elmúlt években az alábbi módon változott:
| Lakosok száma | 1063 | 1043 | 1052 | 1037 | 1042 |
|               | 2013 | 2015 | 2016 | 2017 | 2018 |